# Atromitos de Atenas

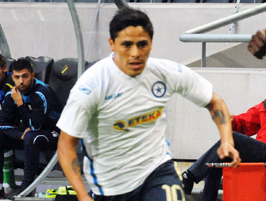
Javier Umbides

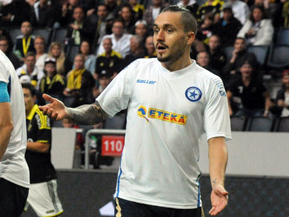
Stefano Napoleoni

El Atromitos F. C. (en griego: Π.Α.Ε. Α.Π.Σ. Ατρόμητος Αθηνών, PAE APS Atromitos Athinon, nombre que significa "Temerario") es un Club de fútbol de la ciudad de Peristeri, en Atenas (Grecia), que juega la Super Liga de Grecia. En 2005, el Atromitos se fusionó con el Halkidona F. C. ocupando su lugar en la liga.

## Historia
Oficialmente fue fundado en mayo de 1923 por un grupo de estudiantes del Victoria Square (llamado Kyriakou Square) decidieron formar un equipo de fútbol. Un año después aceptaron unirse a la Liga Griega y tuvieron su sede en el Aris Park, la cual también era la sede del Panellinios y el Panathinaikos. En su primera temporada terminaron en tercer lugar solo por detrás del Panathinaikos FC y el AEK.
En 1928 vencieron en la Liga de Atenas al Goudi 4–3 en el Rouf Stadium para ganar su primer título regional, con lo que se ganó el derecho de jugar en su primer Panhellenic Championship, organizado por la Federación de Grecia. El 24 de mayo de 1928 perdieron 1-3 con el Aris (quien sería el campeón) y el 3 de junio con el Ethnikos Pireo FC 0-5. A la semana siguiente empataron con el Etnikos 1-1, pero luego volvieron a perder 1-3 con el Aris, donde el Atromitos al final terminó en tercer lugar.
En los años siguientes anduvieron en los lugares de la parte alta del campeonato nacional, y en 1929 repitieron el tercer lugar otra vez por detrás del Panathinaikos FC y el AEK. Repitieron el resultado al año siguiente y por desgracia descendieron en 1931 tras conseguir solamente un punto.

### Mudanza a Peristeri

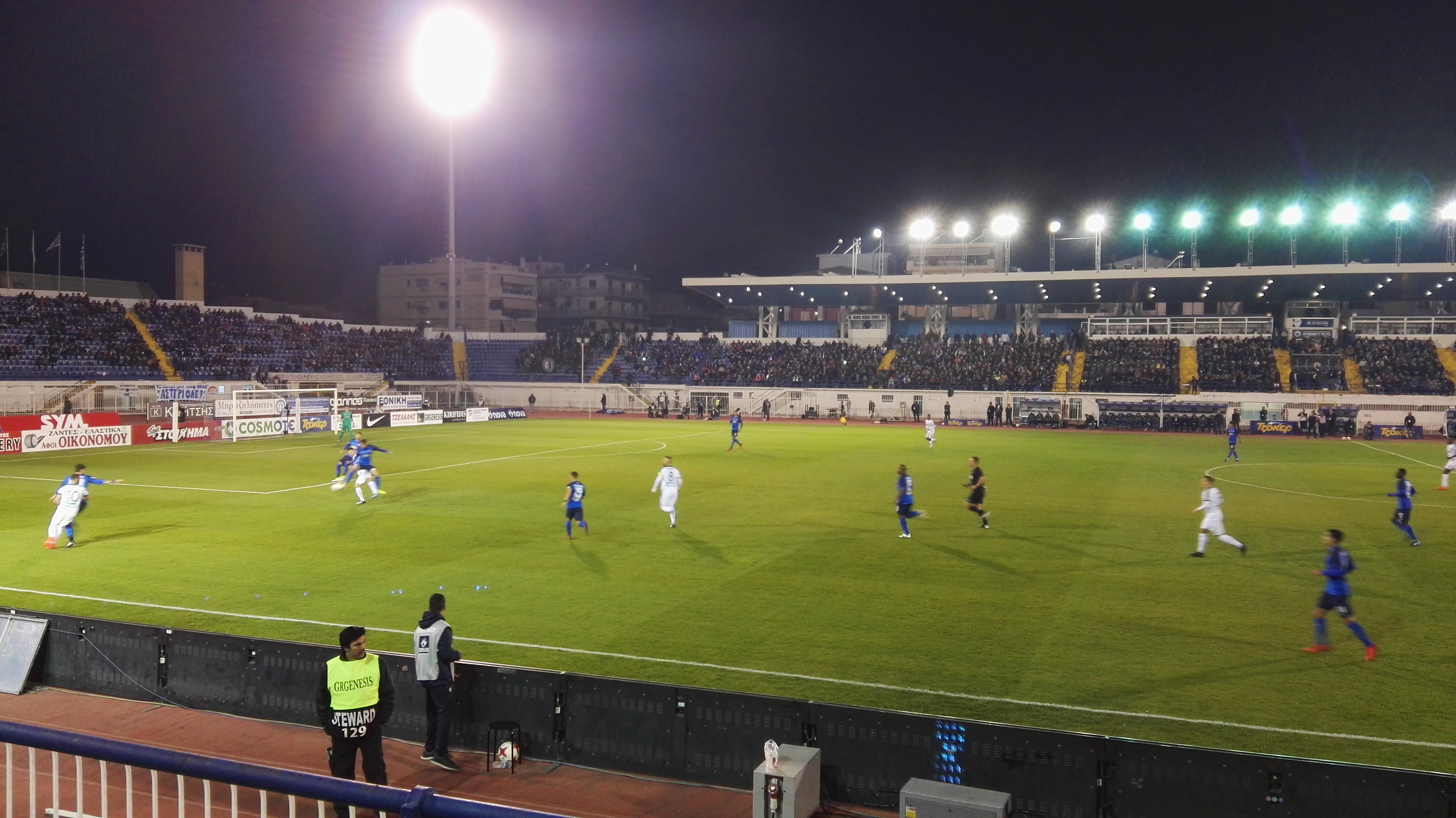
Peristeri Stadium

En 1932 Iosiph Chouroukchoglou y Nikolaos Epioglou decidieron mudar al club a Peristeri y hasta 1972 permanecieron en la Beta Ethniki, año en que retornaron a la máxima categoría, aunque descendieron en 1977, y bajaron aún más al tercer nivel de Grecia en la década de los años 1980s.
En mayo del 2002 ascendieron a la Beta Ethniki tras vencer al Levadiakos FC, liga en la que permanecieron hasta 2005, cuando retornaron a la Super Liga de Grecia. En el 2008 se fusionaron con el Halkidona FC y retornaron a la Super Liga de Grecia.

## Organigrama deportivo

### Personal Administrativo
- President y CEO: Georgios Spanos
- Vicepresidente: Evangelos Batayiannis
- Vice CEO: Ekaterini Koxenoglou
- Gerente de Campo: Panayiotis Michaletos
- Director de Prensa: Pavlos Katonis
- Director de Mercadeo: Spyridon Boulousis
- Director de Seguridad: Georgios Petrou
- Director de Información: Roberto Panayos
- Contador: Vasilios Karakatsanis
- Abogado: Argirios Livas
- Secretaria: Christina Moschona
- Director de Boletería: Marios Panayos

- Fuente:[6]

### Local
| 1923–24 | 2006–07 | 2011–14 | 2015–16 | 2018-19 |

### Visita
| 2006–07 | 2006–07 | 2015–16 | 2016-17 | 2018-19 |

### Tercero
| 2018-19 |

## Participación en competiciones de la UEFA
| Temporada | Torneo             | Ronda            | Club                | Casa | Visita | Global |  |
| --------- | ------------------ | ---------------- | ------------------- | ---- | ------ | ------ |  |
| 2006–07   | UEFA Cup           | 1                | Sevilla             | 1–2  | 0–4    | 1–6    |  |
| 2012–13   | Europa League      | Play-off         | Newcastle           | 1–1  | 0–1    | 1–2    |  |
| 2013–14   | UEFA Europa League | Play-off         | AZ                  | 1–3  | 2–0    | 3–3    |  |
| 2014–15   | UEFA Europa League | Clasificatoria 3 | FK Sarajevo         | 1–3  | 2–1    | 3–4    |  |
| 2015–16   | UEFA Europa League | Clasficatoria 3  | AIK                 | 1–0  | 3–1    | 4–1    |  |
| 2015–16   | UEFA Europa League | Playoff          | Fenerbahçe          | 0–1  | 0–3    | 0–4    |  |
| 2018–19   | UEFA Europa League | Clasificatoria 2 | Dynamo Brest        | 1–1  | 3–4    | 4–5    |  |
| 2019–20   | UEFA Europa League | Clasificatoria 2 | DAC Dunajská Streda | 3–2  | 2–1    | 5–3    |  |
| 2019–20   | UEFA Europa League | Clasificatoria 3 | Legia de Varsovia   | 0–2  | 0–0    | 0–2    |  |

## Palmarés
- Football League: 2

1979–80, 2008–09